# Hámoros
Koordináták: é. sz. 48,8465°, k. h. 18,0426°48.846500°N 18.042600°E
Hámoros (1899-ig Hámri, szlovákul Hámre) Tornyos településrésze, korábban önálló falu Szlovákiában, a Trencséni kerületben, a Trencséni járásban.

## Fekvése
Tornyostól 2 km-re keletre, Trencséntől 5 km-re délre fekszik.

## Története
1708. augusztus 3-án Hamri és a szomszédos települések (Turna, Szoblahó) határában folyt a Rákóczi-szabadságharc egyik legnagyobb ütközete, a trencséni csata, amelyben Rákóczi hadai olyan vereséget szenvedtek, amelyet soha többé nem tudtak kiheverni. Hamri a csatatér központi részén feküdt, s a falu melletti kis erdő volt a kuruc gyalogság utolsó menedéke, ahol hosszú ideig folyó kézitusa után többek között a fejedelem udvari palotásainak és a néhai Esze Tamás hajdúinak maradékai közül is sokan fogságba estek.
A 18. század végén Vályi András így ír róla: „HAMRI. Tót falu Trentsén Várm. földes Ura G. Illésházy Uraság, lakosai katolikusok, fekszik nap keletre Trentsén Városához közel, Szoblahónak filiája, nevezetesítette Háiszternek Rákótzi ellen tett győzedelme 1708dik esztendőben, határja jó, fája van, legelője szoross, más javai meglehetősek.”
Fényes Elek 1851-ben kiadott geográfiai szótárában így ír a faluról: „Hamri, tót falu, Trencsén vmegyében, Trencséntől délre 1 óra: 46 kath., 112 evang., 8 zsidó lak. Sovány föld. Lakosi pálinkát főznek. F. u. Trencsén városa.”
1910-ben 169, túlnyomórészt szlovák lakosa volt. A trianoni békéig Trencsén vármegye Trencséni járásához tartozott.
1976-ban Tornyossal egyesítették.

## Külső hivatkozások
- Hámoros Szlovákia térképén

## Lásd még
- Tornyos